# Strabla (gromada)
Strabla – dawna gromada, czyli najmniejsza jednostka podziału terytorialnego Polskiej Rzeczypospolitej Ludowej w latach 1954–1972.
Gromady, z gromadzkimi radami narodowymi (GRN) jako organami władzy najniższego stopnia na wsi, funkcjonowały od reformy reorganizującej administrację wiejską przeprowadzonej jesienią 1954 do momentu ich zniesienia z dniem 1 stycznia 1973, tym samym wypierając organizację gminną w latach 1954–1972.
Gromadę Strabla z siedzibą GRN w Strabli utworzono – jako jedną z 8759 gromad – w powiecie bielskim w woj. białostockim, na mocy uchwały nr 12/V WRN w Białymstoku z dnia 4 października 1954. W skład jednostki weszły obszary dotychczasowych gromad Strabla i Samułki Duże ze zniesionej gminy Wyszki oraz obszar dotychczasowej gromady Plutycze ze zniesionej gminy Chraboły w tymże powiecie. Dla gromady ustalono 16 członków gromadzkiej rady narodowej.
31 grudnia 1961 do gromady Strabla włączono obszar zniesionej gromady Mulawicze (oprócz wsi Mieszuki i obszaru lasów państwowych N-ctwa Pietkowo (oddział 100)).
Gromada przetrwała do końca 1972 roku, czyli do kolejnej reformy gminnej.